# Manitoba Highway 75
Der Manitoba Highway 75 (PTH 75), auch bekannt als Lord Selkirk Highway, befindet sich in der kanadischen Provinz Manitoba, er hat eine Länge von 101 km. Der Highway beginnt im Süden von Winnipeg am Perimeter Highway (Highway 100) und endet an der Grenze zu den Vereinigten Staaten. Die Route ist als Hauptroute (Core Route) Bestandteil des National Highway Systems.

## Streckenführung
Streckenbeginn ist am Highway 100, auch bekannt als Perimeter Highway, der den südlichen Teil des Cityrings um Winnipeg bildet. Nach Norden hin führt die Strecke als Route 42 in die Innenstadt, der Highway 75 selbst führt in südlicher Richtung entlang des Red Rivers, dieser liegt entlang der ganzen Route östlich des Highways. Unmittelbar nach seinem Beginn passiert der Highway, noch auf Stadtgebiet von Winnipeg, drei Provinzparks, den Trappist Monastery Provincial Park, den St. Norbert Provincial Park und den Duff Roblin Provincial Park. Durch diese Lage am Fluss kam es in der Vergangenheit zu Überflutungen der Straße, der Bereich bei Morris war der am meisten betroffene. Zur Minderung der Flutungen in Morris sollte die Stadt eingedeicht werden, im Zuge dessen wurden neue Brücken für den Highway gebaut, damit die Strecke auf einem höheren Niveau geführt wird.

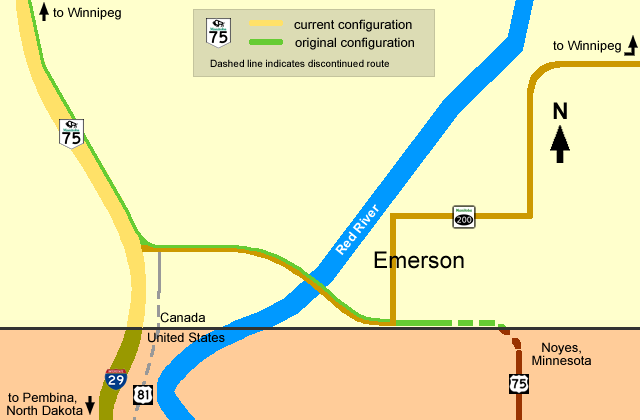
Alte und neue Streckenführung des Highway 75 bei Emerson

Der Highway endet an der Grenze zu den Vereinigten Staaten und findet seine Fortsetzung im Bundesstaat North Dakota seit seiner Eröffnung als Interstate 29 nach Grand Forks. Bevor dieser erbaut wurde, bestand die Verbindung zur U.S. Route 75, der sich dann bereits in Minnesota befindet, diese Streckenführung ist jedoch mittlerweile stillgelegt.